# Norbert Straumann
Norbert Straumann (* 6. August 1936 in Niedererlinsbach) ist ein Schweizer Physiker.
Er besuchte die öffentlichen Schulen und studierte Physik und Mathematik an der ETH in Zürich. Zu seinen Lehrern zählten Heinz Hopf, Res Jost, Wolfgang Pauli, Paul Scherrer, Eduard Stiefel, Walter Heitler, Rolf Nevanlinna und Bartel Leendert van der Waerden.
In seiner Diplomarbeit im Jahre 1959 befasste sich Norbert Straumann mit der Charakterisierung von verallgemeinerten freien Feldern in der axiomatischen Feldtheorie unter der Leitung von Res Jost. Im Jahre 1961 wurde er bei Walter Heitler mit einer Arbeit über Mesonen und Hyperon Massendifferenzen in einer nichtlokalen Feldtheorie promoviert. In den folgenden Jahren war Norbert Straumann ein wissenschaftlicher Mitarbeiter von Walter Heitler.
In den Jahren 1964 und 1965 war er Fellow am CERN in Genf, darauf wurde er Assistenzprofessor an der Universität Zürich. Von 1967 bis 1968 war er Associate Professor an der Duke University in North Carolina. Zu jener Zeit beschäftigte er sich mit den Massendifferenzen bei Bosonen und der Stromalgebra, einem Vorläufer der modernen Theorie der starken Wechselwirkung.
1969 begann er, eine Theoriegruppe für das damalige Schweizerische Institut für Nuklearforschung (heute Paul Scherrer Institut) aufzubauen. In den 1970er Jahren wechselte sein Tätigkeitsfeld und er begann, sich mit der Theorie der Gravitation zu beschäftigen. Dabei legte er ein großes Augenmerk auf die historischen Aspekte der Gravitation.
1969 wurde Straumann ordentlicher Professor an der Universität Zürich. Von 1980 bis 1987 war er Mitglied des Wissenschaftsrates beim Schweizerischen Nationalfonds. 1985–1986 war er Gastprofessor am Institut für theoretische Physik an der Universität Bern. 1988 war er Gastprofessor in Amsterdam. Von 1997 bis 2000 wirkte er als Fachbeirat des Albert-Einstein-Institutes der Max-Planck-Gesellschaft in Potsdam. 2001 wurde Norbert Straumann emeritiert und hat seither weitere Arbeiten zur Theorie der Gravitation und zu Themen der Geschichte der Physik verfasst.
Norbert Straumann verfasste zu den klassischen Gebieten der Theoretischen Physik (Mechanik, Elektrodynamik, Thermodynamik und Kinetische Gastheorie, Statistische Mechanik, Spezielle Relativitätstheorie, Allgemeine Relativitätstheorie und Astrophysik, Kosmologie und Schwarze Löcher) Vorlesungsskripte (zum Teil in Buchform erschienen), die eine ganze Generation von Studierenden und Forschenden an der Universität Zürich geprägt haben.
2005 erhielt Norbert Straumann von der Universität Bern die Würde eines Doctor Philosophiae honoris causa.

## Werke (Auswahl)
- General Relativity (Graduate Texts in Physics). Springer, 2nd ed, 2013 edition, ISBN 978-9400754096
- General Relativity. With applications to astrophysics. In: Texts and Monographs in Physics. Springer, Berlin 2004, ISBN 3-540-21924-2.
- Klassische Mechanik. Grundkurs über Systeme endlich vieler Freiheitsgrade (= Lecture Notes in Physics. Bd. 289). Springer, Berlin 1987, ISBN 0-387-18527-5.
- Quantenmechanik. Ein Grundkurs über nichtrelativistische Quantentheorie. Springer, Berlin 2002, ISBN 3-540-42888-7.
- Relativistische Quantentheorie. Eine Einführung in die Quantenfeldtheorie. Springer, Berlin 2005, ISBN 3-540-22951-5.